# Vicci Laine
Vicci Laine, née le 28 mai 1960 à Tacoma, et morte le 24 juillet 2017, est le nom de scène de l'artiste transgenre américaine, chanteuse, collectrice de fonds pour la lutte contre le VIH et activiste Kay Mullinax. Son premier nom de scène était Betty Blow Back, qu'elle a ensuite changé en Vicci Laine.

## Jeunesse et vie privée
Laine naît à Tacoma, Washington, l'aînée de sept enfants, mais grandit à Bedford, Indiana et autour de cette ville. Enfant, elle se souvient avoir cru qu'elle était une fille jusqu'à ce que sa mère commence à lui faire porter des vêtements de garçon pour aller à l'école. En 1978, Laine est diplômée du lycée de Bedford-North Lawrence High School et fait des études d'économie à l'Université de l'Indiana à Bloomington. Elle lutte avec les questions de genre et estime qu'un cadre universitaire n'est pas pour elle. Elle abandonne alors ses études pour aller dans une école de cosmétologie.[réf. nécessaire]
Vicci Laine entame sa transition de genre en 1991[réf. souhaitée].

## Carrière
Vicci Laine commence sa carrière dans l'imitation féminine en 1980 dans une boîte de nuit appelée Bullwinkles à Bloomington, dans l'Indiana, pour payer le loyer de son appartement.
Alors qu'elle fait partie de l'équipe du 21 Club à Indianapolis, elle remporte plusieurs concours de drag, le premier étant Miss Gay Bloomington en 1985 et le dernier étant Miss Gay Indiana en 1988. En avril 2010, Vicci Laine est couronnée première Miss Imperial Goddess.[réf. nécessaire]
Vicci Laine est directrice de spectacle à la discothèque The Ten à Indianapolis de 1989 à novembre 2008, date à laquelle elle part diriger l'équipe de Uncle Elizabeth's à Bloomington,.
Vicci Laine devient une imitatrice de célébrités bien connue, imitant des icônes du divertissement telles que Cher, Dolly Parton et Reba McEntire, Lucille Ball et Joan Crawford. VIcci Laine contribue à Stoppingthehate.com en tant que chroniqueuse et co-animatrice de Stopping the Hate Television.[réf. nécessaire]

## Collecte de fonds
En 2007, Vicci Laine remarque un manque de financement pour les organisations de lutte contre le VIH/SIDA  et  forme Change4Change (C4C) pour encourager les gens à donner de l'argent aux associations de lutte contre le SIDA de leurs communautés,,.
C4C est un important contributeur privé pour les associations VIH/sida. En 2008, C4C et Vicci Laine sont récompensés en par le prix Celia Busch, qui « reconnaît le travail acharné et l'engagement d'une membre de la communauté qui travaille au profit des personnes vivant avec le VIH et le SIDA. Quelqu'un qui fait constamment preuve de compassion, de sollicitude, d'empathie et d'engagement dans les soins apportés aux personnes et aux familles, en faisant preuve de forte compétences interpersonnelles et de compassion dans les soins. »

## Musique
Le premier single de danse de Laine It's A Good Look sort le 26 mars 2009.

## Décès
Laine décède le 24 juillet 2017. Elle souffrait d'un cancer depuis environ cinq ans[réf. nécessaire].

## Titres et récompenses
- Mlle Gay Bloomington 1985
- Miss Gay Sud-Ouest des États-Unis d'Amérique 1986
- Mlle Gay Ohio Valley des États-Unis d'Amérique  1986-1987
- Miss Gay Indiana des États-Unis d'Amérique  1988 [2] "Mlle honoraire MCIT (Music City) 2006" -
- Drag Queen préférée d'Indianapolis 2007 [9]
- Eternal Flame Award 200
- NUVO Magazine Top 3 des artistes d'Indianapolis 200
- Prix Célia Busch 2008